# Habenaria clypeata
Habenaria clypeata är en orkidéart som beskrevs av John Lindley. Habenaria clypeata ingår i släktet Habenaria och familjen orkidéer. Inga underarter finns listade i Catalogue of Life.